# Maciej Wygralak
Maciej Wygralak (ur. 8 lutego 1955 w Poznaniu) – polski matematyk i informatyk, profesor nauk technicznych. Specjalizuje się w przetwarzaniu informacji nieprecyzyjnej, reprezentacji wiedzy oraz systemach inteligentnych. Profesor zwyczajny na Wydziale Matematyki i Informatyki Uniwersytetu im. Adama Mickiewicza w Poznaniu.

## Życiorys
Studia z matematyki ukończył na poznańskim UAM w 1979, gdzie następnie został zatrudniony (1981) i zdobył kolejne awanse akademickie. Stopień naukowy doktora uzyskał na Politechnice Poznańskiej w 1984. Habilitował się w 1994 na podstawie dorobku naukowego i rozprawy pt. Obiekty nieostro zdefiniowane i ich teoria mocy. Tytuł profesora nauk technicznych został mu nadany 17 lipca 2015.
Pracuje jako kierownik i profesor zwyczajny w Zakładzie Metod Przetwarzania Informacji Nieprecyzyjnej WMiI UAM. W pracy badawczej zajmuje się takimi zagadnieniami jak: nieprecyzyjność informacji i zbiory rozmyte, inteligentne metody zliczania, systemy wspomagania decyzji przy nieprecyzyjności informacji, informacja bipolarna, systemy regułowe oraz metody grupowego podejmowania decyzji. Należy do Gesellschaft für Angewandte Mathematik und Mechanik oraz New York Academy of Sciences.
Jest autorem trzech monografii: Vaguely Defined Objects (wyd. Kluwer, Dordrecht, 1996), Cardinalities of Fuzzy Sets (wyd. Springer, Berlin Heidelberg, 2003) oraz Intelligent Counting under Information Imprecision. Applications to Intelligent Systems and Decision Support (wyd. Springer, Berlin Heidelberg, 2013). Artykuły publikował w takich czasopismach jak m.in. "International Journal of Intelligent Systems" oraz "Fuzzy Sets and Systems".

## Odznaczenia i wyróżnienia
- Krzyż Kawalerski Orderu Odrodzenia Polski (2019)[9]